# Fleuron (typographie)
Pour les articles homonymes, voir Fleuron.

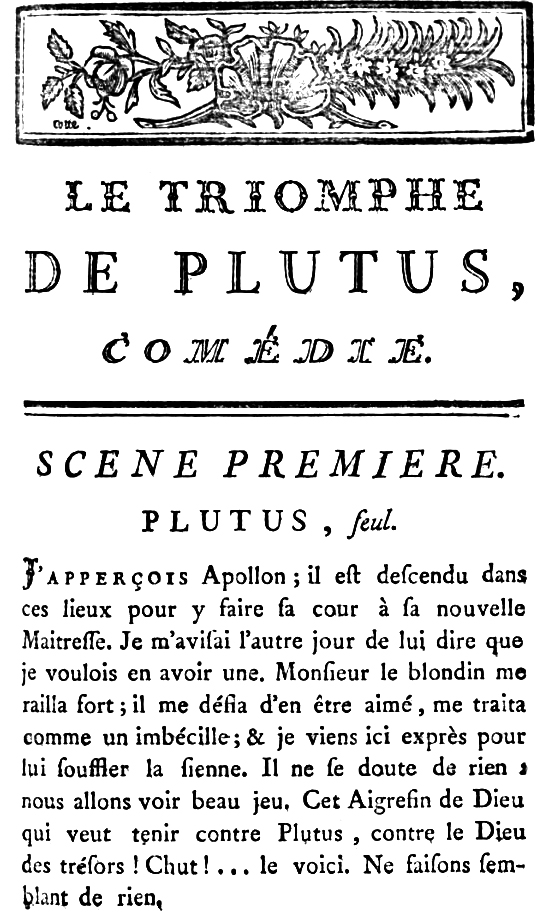
Bandeau en fleuron (XVIIIe siècle).

En imprimerie, un fleuron est une vignette typographique en forme de fleur ou de feuille stylisées, ornant le titre ou les blancs d'une composition. Cet ornement typographique sert aussi de cul-de-lampe pour marquer la fin d'un chapitre du livre. 
En reliure, le fleuron est l'ornement qu'on retrouve au dos d'un livre et la marque de l'imprimeur. C'est aussi le nom du fer servant à graver cet ornement.

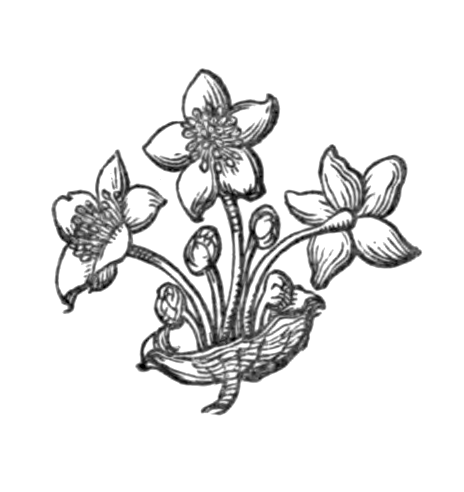
Fleuron en forme de fleur.
Fleuron stylisé.
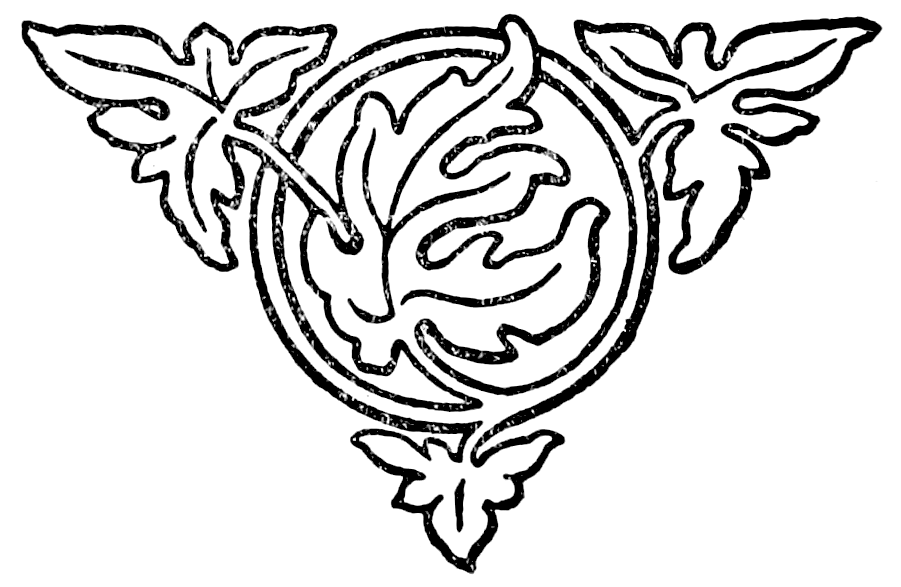
Fleuron en forme de feuille et de cul-de-lampe